# Grau (Jasper-Fforde-Roman)
Grau (englischer Originaltitel: Shades of Grey) ist das erste Buch der Eddie-Russett-Reihe des britischen Schriftstellers Jasper Fforde.

## Die Romanwelt
Die Handlung spielt sich in der fernen Zukunft ab, oder wie es in den Büchern gesagt wird, „500 Jahre nachdem etwas passiert ist“. Seitdem hat sich die Gesellschaft durch große und kleine Sprünge immer weiter zurückentwickelt. So ist zum Handlungszeitpunkt das Ford Modell T das modernste noch erlaubte Automobil und die Produktion von Löffeln ist verboten. Die Bevölkerung wird durch die begrenzte Zahl an persönlichen Postnummern künstlich klein gehalten. Flora und Fauna ähneln der unseren, sind jedoch von den „Einstigen“ genetisch modifiziert oder im Laufe der Zeit mutiert. So findet sich an jedem Tier und Mensch ein Barcode, Schwäne gelten als eine der häufigsten Todesursachen und auch die Fauna ist aggressiver, wie die fleischfressenden Yateveo-Bäume. Wichtigste Änderung sind jedoch die verkümmerten Augen der menschlichen Bevölkerung, die sowohl nachtblind als auch weitestgehend farbenblind sind. Dafür dienen die Augen aber auch zur Aufnahme von medizinischer Farbe, wodurch „Mustermänner“ alleinig Farbplatten zum Praktizieren brauchen. Mit diesen Farbmustern lässt sich fast alles am Körper einstellen, vom Erektil-Blau über das beruhigende Lime und Euthanasiegrün bis zu Fähigkeitsmustern, mit denen die Mustermänner selbst ausgebildet werden.
Kern der sozialen Ordnung des Kollektivs ist die „Colorkratie“: Während rund ein Drittel der Bevölkerung komplett farbenblind ist und als „Graue“ gelten, können die restlichen Teile der Bevölkerung zumindest einen begrenzten Teil des Farbspektrums sehen. Nach den Grauen nehmen die Rotsichtigen die unterste Stufe in der Gesellschaft ein, gefolgt von den Orangen, Gelben, Grünen, Blauen und schließlich den Violetten. Da mit steigender Sehfähigkeit die soziale Position zunimmt, ist es das Ziel der meisten Familien, durch geschickte Heiratspolitik immer weiter aufzusteigen, damit vielleicht die Kinder oder Enkel ihren „Ishihara“ mit mehr als 70 % bestehen, um als Präfekten die Belange der gesamten Kommune bestimmen zu können oder gar bei NationalColor, dem alleinigen Produzenten von für alle sichtbarer, synthetischer Farbe, eine Stellung zu erhalten. Beziehungen oder Freundschaften zwischen Komplementärfarben gelten als abartig und sind sozial tabuisiert, selbst auf dem „Beigemarkt“ sind käufliche Kontakte zwischen diesen nicht zu bekommen. Neben der sozialen Stellung bestimmt die eigene Farbe auch die eigenen Karrieremöglichkeiten. Graue sind für jegliche schwere Arbeit vorgesehen, den Orangen ist die Unterhaltungsindustrie vorbehalten, Gelbe nehmen polizeiliche Ordnungsaufgaben wahr und Grüne dürfen als einzige in der Grünlandpflege arbeiten. Nur Violette dürfen die höchsten kommunalen Aufgaben wahrnehmen. So ist selbst dem untersten Violetten noch die Wartung des wertvollen kommunalen Ford T vorbehalten, und als einzige Sekundärfarbe haben sie ihren eigenen Präfekten, der den drei anderen als Oberpräfekten übergestellt ist.

## Figuren (Auswahl)
- Edward „Eddie“ Russett: Ein stark Rotsichtiger, der als Strafe einen Stuhlzensus in Ost-Karmin durchführen soll. Er ist wissbegierig und beschäftigt sich besonders mit Effizienzsteigerungen beim Anstellen in Schlangen und der Anbahnung einer Ehe mit der reichen Industriellenerbin Constance Oxblood.
- Jane Grey: Eine aufrührerische Graue mit schöner Nase. Sie lebt in Ost-Karmin, wo selbst die Präfekten ihr nicht über den Weg trauen.
- Holden Russett: Eddies Vater, er wird als Mustermann nach Ost-Karmin versetzt. Wie sein Vorgänger ist er stolz, noch nie einen Patienten an den Mehltau, eine tödliche Krankheit, verloren zu haben.
- Tommo Fox: Ein geschäftstüchtiger Roter, er soll einst sogar seine Großmutter verkauft haben.
- Violetta von der Malve: Eine blausichtige Violette, sie soll eines Tages ihren Vater als Oberpräfekten beerben, dieser Umstand macht sie verwöhnt und herrschsüchtig.
- Courtland Schwefel: Der angehende gelbe Präfekt. Diesem Umstand geschuldet hat er faktische Immunität, weswegen er der Kopf der örtlichen Verbrechensszene ist.

## Handlung
Mittwoch: Auf der Reise nach Ost-Karmin wollen sich die Russetts das Letzte Kaninchen ansehen, werden jedoch Zeuge eines medizinischen Notfalls in einem NationalColor-Laden. Da der Patient kein Violetter ist, wie seine Reversnadel vermuten ließ, sondern ein Grauer, misslingen die Rettungsversuche Holdens. Beim Abtransport der Leiche sieht Edward zum ersten Mal Jane, die ihm aber zuerst nur wegen ihrer schönen Nase auffällt. Angekommen in Ost-Karmin werden ihnen schnell die Verhältnisse der Provinz klar. So lebt ein Apokrypher, also ein Mann, dessen Existenz nicht von den Regeln legitimiert ist, in ihrem neuen Haus, viele Regeln werden mehr gebogen denn durchgesetzt, und Holdens Vorgänger Robin Ocker hat fast die gesamte Musterfarbensammlung des Dorfes verkauft. Um die schlimmsten Mängel zu beheben, beschließt Holden, am folgenden Tag eine Expedition in den verlassenen Nachbarort Rostberg zu machen. Eine Mehltau-Epidemie hat vor Jahren die dortige Bevölkerung dahingerafft. Die dortige Mustersammlung ist aus Seuchenschutzgründen unberührt und vollständig. Eddie soll mitfahren, da im Ort auch ein Caravaggio-Gemälde ist, das geborgen werden soll. Zu Eddies Erstaunen wird Jane ihnen als Hausmädchen vorgestellt. Wie sie hierher kam und wer der Graue war, möchte sie ihm jedoch nicht sagen. Schließlich verspricht sie ihm, am nächsten Tag seine Fragen zu beantworten. Treffpunkt soll das Flussufer außerhalb Ost-Karmins sein, an dem die Expedition Quarantäne halten soll. Des Weiteren schickt er einem Freund, Sammler von Strichcodes, den angeblichen Barcode des gar nicht besuchten Letzten Kaninchens, da er für das Ablesen fünf Meriten im Voraus erhalten hat.
Donnerstag: Auf ihrem Rückweg nimmt die Expedition einen NationalColor-Mitarbeiter im Wagen mit, der nächsten Sonntag die Ishihara genannte Einweihungszeremonie zur Bestimmung der Farbsichtigkeit durchführen soll. Auch Eddie darf an dieser teilnehmen, wodurch er sich einen Zeitvorteil vor seinem Nebenbuhler um Constance verschaffen kann. Am Flussufer erfährt Eddie, dass Jane und der verstorbene Graue mit dem ebenfalls verstorbenen Ocker unter eine Decke steckten und dass sie glauben, mit der Erneuerung des Rathausfreskos in Rostberg eine tiefere Wahrheit aufdecken zu können.
Freitag: Eddie ist zur morgendlichen Kugelblitzwache mit Tommo und Courtland eingeteilt. Dabei findet Eddie eine Leiche und erkennt, dass Courtland einen Mord begangen haben muss. Darauf angesprochen, versucht Courtland, ihn bei der Kugelblitzjagd zu töten.
Später am Tag ist das jährliche Hockeyspiel der Mädchen gegen die Jungen, bei dem Eddie zum Kapitän bestimmt wird. Das Spiel endet auf Veranlassung Courtlands im Chaos, und Eddie und Violetta, die es als ihr Recht ansieht, Kapitänin zu sein, müssen sich vor den Präfekten rechtfertigen. Ihnen werden jeweils 200 bzw. 100 Meriten als Strafe abgezogen, eine Strafe, die Eddie gefasst trägt, hat er damit doch immer noch genügend Geld, um heiraten zu dürfen. Dann jedoch wird ihm die Nachricht überbracht, dass das Letzte Kaninchen verstorben ist. Wegen der Lüge, es gesehen zu haben, wird er zu einer Strafe von weiteren 600 Meriten verurteilt. Um seinen Vorteil in der Buhlerei um Constance zu behalten, erklärt er sich bereit, für denselben Betrag eine Expedition für die Suche nach Farbreserven nach Hoch-Safran zu übernehmen. Alle bisher dorthin geschickten Kundschafter waren nicht mehr zurückgekehrt.
Die Präfekten bieten ihm jedoch deutlich weniger Meriten, weswegen er sie mit seiner hohen Rotsicht überzeugen muss, die, wie sich im Vergleich zum amtierenden Roten Präfekten herausstellt, außerordentlich hoch ist. Kaum haben er und Violetta den Gerichtssaal verlassen, fällt sie ihm um den Hals: Sie sucht schon seit längerem einen Ehemann, der ihren Blaustich abfangen kann, und hat sich nun in den Kopf gesetzt, ihn zu heiraten.
Jane nimmt Eddie mit ins Grauen-Ghetto, wo er weitere Apokryphe vorfindet: Ocker hat die alten und gebrechlichen Dorfbewohner, statt ihnen das tödliche Grün zu zeigen, hier untergebracht, denn selbst Gelbe trauen sich nicht in die Privaträume der Grauen hinein. Nach dem Mittagessen kommen nun die Gelben auf Eddie zu, sie wollen ihm bei seinem Stuhlzensus helfen, denn er stellt eine der wenigen Möglichkeiten dar, bei der sie in die Privaträume aller Dorfbewohner eindringen können. Eddie kann schließlich die Gelben abwimmeln, nachdem er damit gedroht hat, einen illegalen Postnummerntransfer publik zu machen: Courtlands Nichte hat die prestigeträchtige Postnummer des Ermordeten erhalten, bevor überhaupt dessen Leiche entdeckt worden war. Courtland reißt daraufhin der Geduldsfaden und macht Eddie das Angebot, er könne mit einer Blankofahrkarte sofort nach Hause fahren, womit er dem Zensus und dem damit verbundenen zeitlich ungewissen Aufenthalt in der Provinz entgehen kann.
Eddie nimmt das Angebot an, erhält jedoch am Bahnhof ein Telegramm von Constance, in dem sie ihm zum Verlöbnis mit Violetta gratuliert und ihr eigenes mit seinem Nebenbuhler bekannt gibt. Eddie realisiert, dass es nun keinen Sinn hat, nach Hause zu fahren, und dass er die Machenschaften im Dorf nicht ignorieren kann. Er schenkt seine Fahrkarte einem Liebespaar.
Samstag: Eddie erwacht durch Violetta, die durch ein Fenster in sein Schlafzimmer eindringt. Sie möchte die „Kompatibilität“ mit ihm vor der offiziellen Verkündigung ihres Verlöbnisses testen, was sie nach einiger Nötigung auch schafft. Als Eddie schließlich zum Sammelpunkt für die Expedition geht, findet er zu seiner Überraschung Jane und Tommo, die beide dringend Meriten benötigen, sowie Courtland und Violetta vor. Kurz vor der Gemarkung von Hoch-Safran werden sie von Violetta aufgefordert, nicht weiter zu gehen, sondern stattdessen dort auszuharren, um gefahrlos die Meriten einstreichen zu können. Eddie weigert sich und will mit Jane und Courtland alleine weitergehen. Violetta hat diese Entscheidung befürchtet und informiert ihn nun, sie sei von ihm schwanger, Holden habe ihr das hierfür nötige Ovulationsmuster am Vorabend gezeigt. Kurz bevor sie in die eigentliche Stadt kommen, nimmt Jane Eddie zur Seite und zeigt ihm ein spezielles Farbmuster. Was dieses bewirkt, zeigt sich im Ort: Die gesamte Stadt hat einen sanften Grünton, der Mehltau auslöst. Sie wird als Potemkinsches Dorf genutzt, um aufmüpfige und verarmte Bewohner aus dem gesamten Land unter dem Vorwand eines „Reboots“ zu euthanasieren. Während die beiden keine Anzeichen des Mehltaus zeigen, stirbt Courtland an diesem auf dem Rückweg und sie lassen ihn in einem Yateveo-Baum verschwinden. Während sie sich eine Geschichte für Courtlands Tod ausdenken und beschließen, das korrupte System zu zerstören, verlieben sich die beiden und beschließen zu heiraten. Jane offenbart Eddie, dass sie nachtsichtig ist.
Sonntag: Holden entschuldigt sich vor dessen Ishihara bei Eddie dafür, ihn an Violetta verkauft zu haben, und Eddie informiert ihn, dass er Jane heiraten will. Zu seiner Verwunderung stört dies seinen Vater nicht. Holden offenbart ihm, dass er nicht sein biologischer Vater ist, sondern aus Liebe unter seine Verhältnisse geheiratet und einen Höherstehenden bestochen hat, um seinem Nachkommen trotzdem eine bessere Stellung zu verschaffen.
Neben Eddie nehmen am Ishihara auch Jane und Violetta teil. Während Violettas Ishihara wie erwartet ihren dringenden Bedarf nach Rotsicht nachweist, ist Eddie von seinen eigenem hohen Ergebnis selbst überrascht, da er damit in fast jedem Dorf zum Präfekten ernannt werden kann. Er möchte schon mit Jane feiern, doch diese unterrichtet ihn, dass bei ihr eine leichte Grünsicht festgestellt wurde, genügend um eine Verbindung mit ihr unmöglich zu machen. Er fügt sich nun in sein Schicksal und verkündet seine Verlobung mit Violetta. Dennoch beschließen er und Jane, die Geheimnisse, die in Hoch-Safran vor der Öffentlichkeit verborgen werden, weiter gemeinsam zu ergründen.